# 달링턴

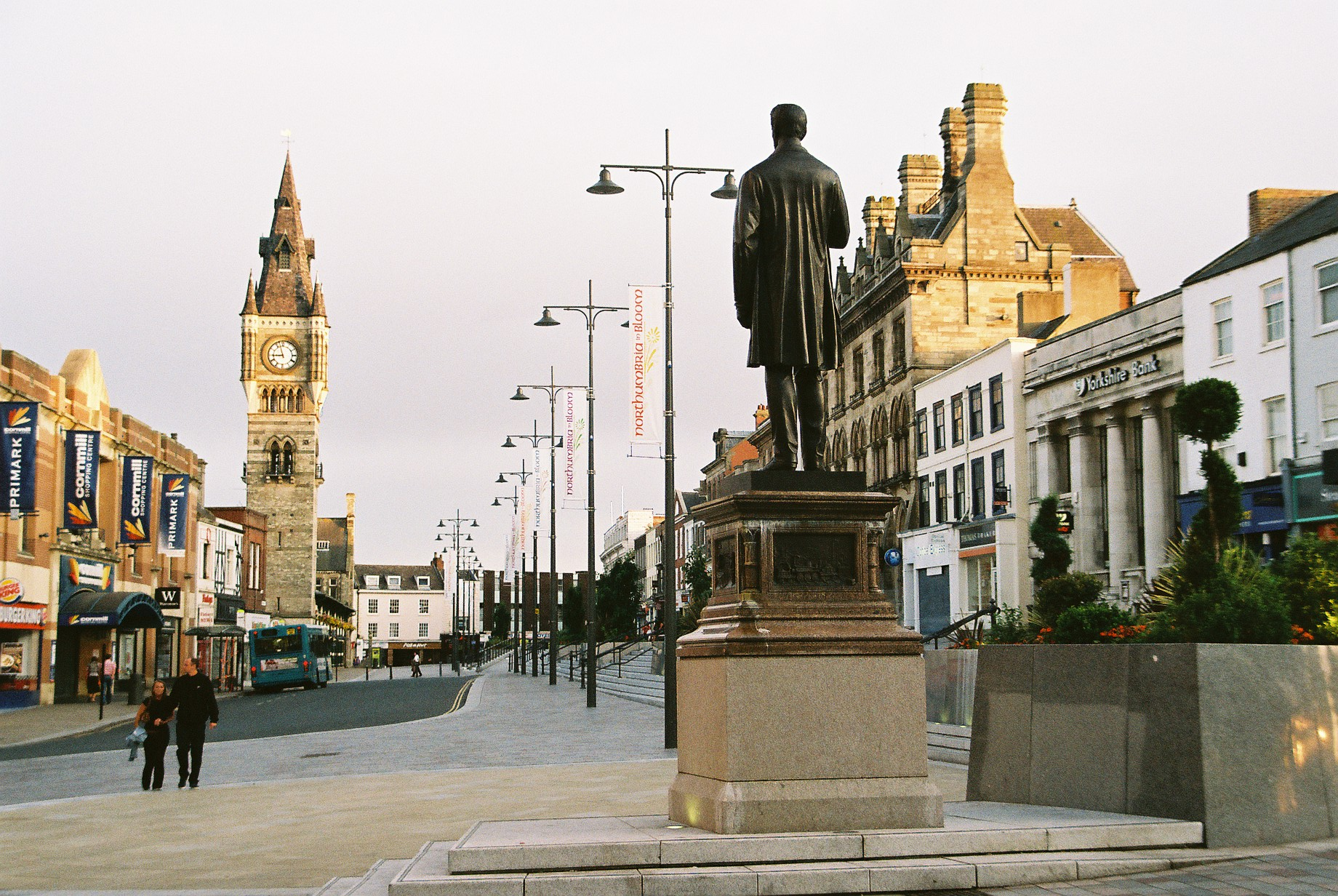
달링턴

달링턴(Darlington)은 잉글랜드 더럼주에 위치한 도시로, 인구는 97,712명이다. 세계 최초의 철도 노선인 스톡턴-달링턴 철도가 달링턴을 지난다.